# Sistem de detectare, semnalizare și avertizare incendiu

Centrală de semnalizare și detectare a incendiilor(centrală adresabilă, Israel)

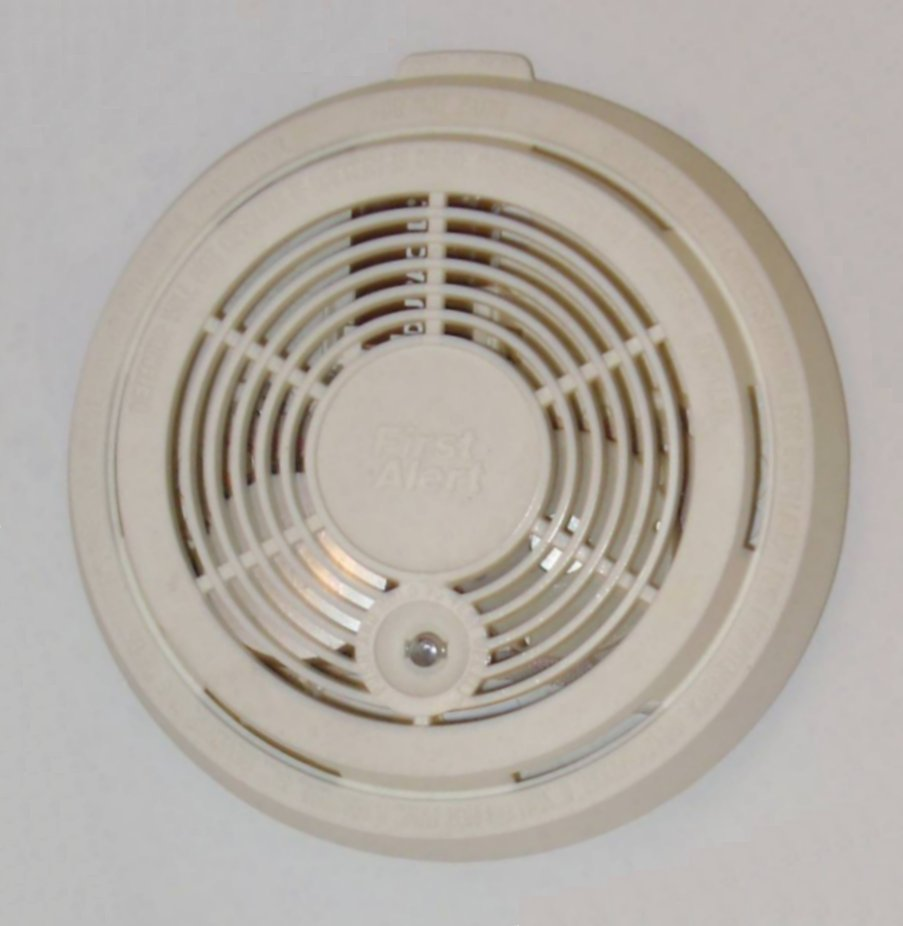
Un detector de fum

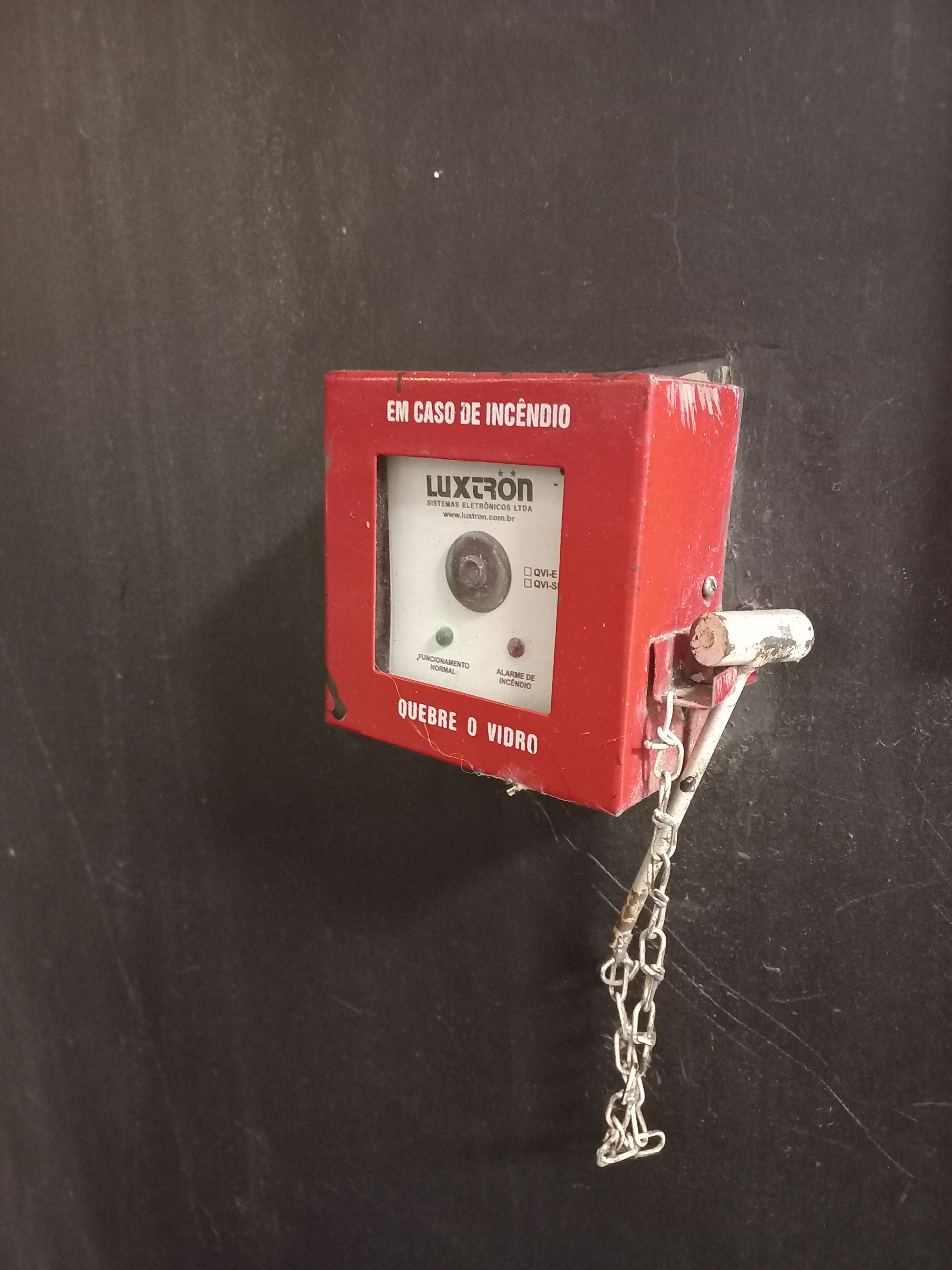
Buton manual de alarmare în caz de incendiu. În caz de incendiu spargeți geamul

Un sistem de detectare, semnalizare și avertizare incendiu este o instalație cu rol de protecție, având scopul  de a detecta și semnaliza în cât mai scurt timp posibil apariția unui început de incendiu în spatiile protejate, precum și acela de a  alarma personalul, echipele de pompieri și oricare altă categorie de persoane aflate în zonă care pot ajuta la stingerea incendiului și la limitarea efectelor acestuia.

## Prevederi privind proiectarea, execuția și exploatarea instalațiilor
Sistemele de detectare, semnalizare și avertizare incendiu pot avea următoarele elemente în componență:
- Unul sau mai multe detectoare de incendiu
- Echipament de control și semnalizare
- Dispozitive de alarmă incendiu
- Unul sau mai multe butoane manuale de alarmă incendiu
- Un dispozitiv de transmisie alarmă la incendiu
- Stație de recepție alarmă la incendiu
- Sistem de comanda a sistemelor automate de protecție împotriva incendiului
- Echipament de protecție împotriva incendiului
- Dispozitiv de transmisie semnal de defect
- Stație de recepție semnal de defect
- Echipament de alimentare cu energie
- Elemente pentru conectare
- Unul sau mai multe dispozitive autonome de alarmare la fum

### Componentele sistemului de detecție
Sistemul de detecție este compus din dispozitivele de detectare a incendiilor (declanșatoare manuale sau detectoare automate de gaz, de fum, de căldură, de flăcări).

### Compunerea echipamentului de control și semnalizare
Echipamentul de control si semnalizare (E.C.S.) este o structură prin care alte componente pot fi alimentate cu energie și controlate. Rolul său este complex:
1. Recepția semnalelor de la detectoare și analiza acestora pentru a determina dacă ele corespund sau nu unor condiții de alarmă, semnalizarea audibilă și vizibilă a acestor condiții de alarmă și indicarea locul pericolului, precum și înregistra dacă este posibilă a oricăror din aceste informații
2. Monitorizarea funcționării corecte a sistemului și avertizarea audibilă și vizibilă a oricărui defect (exempli gratia: scurtcircuit, rupere linie sau defect în alimentarea cu energie)
3. Transmisia semnalului de alarmă incendiu în funcție de cerințele de proiectare, de exemplu la:

- dispozitive de alarmă incendiu sonore sau optice
- serviciul de pompieri — direct sau prin intermediul unui echipament de transmisie a alarmei de incendiu
- spre echipamentul de comandă al protecției automate (reprezentată de către echipamentul automat de stingere a incendiului)